# De Ochtenden (radioprogramma)
De Ochtenden was een Nederlands radioprogramma dat bestond van 2001 tot 2008. 
Het werd op werkdagen tussen 9 en 12 uur uitgezonden op Radio 1. Het programma behandelde binnenlandse actualiteit met interviews, debat, reportages en de wekelijkse rubriek 'Waar het om gaat'. Op dinsdag was het wekelijkse Actualiteitsgedicht.

## Samenwerking
Het programma werd afwisselend door de EO (maandag, donderdag), VPRO (dinsdag, vrijdag) en VARA (woensdag) gemaakt. Het beleid van staatssecretaris Medy van der Laan was gericht op het beter profileren van de omroepen. Er werd in de programma's steeds duidelijk gemaakt welke van de drie omroepen verantwoordelijk was voor de inhoud van het betreffende uitzenduur. Op die manier konden de omroepen hun eigen identiteit behouden.
De Ochtenden kende vier deelredacties: Binnenland, Buitenland, Wetenschap (Noorderlicht) en Onderzoek (Argos).
De drie uitzenduren waren ruwweg verdeeld in drie blokken: om 09.00 uur 'Het interview/Aan tafel', om 10.00 uur 'Het buitenland' en om 11.00 uur 'Het onderzoek'. Het onderzoekuur heette bij de VPRO 'Argos' of 'Noorderlicht radio'.
Per 1 september 2006 stopte de woensdaguitzending van de VARA. Deze uren werden vervolgens gezamenlijk ingevuld door de VPRO en EO. De lengte van de uitzendingen werd daarbij ingekort van 3 uur naar 2,5 uur. 
Na de laatste uitzending van 8 augustus 2008 gingen de afzonderlijke rubrieken min of meer verder in de programma's Villa VPRO, Argos en Dit is de dag.
De serie uitzendingen 'Het gelukkige huisdier' met Gerrit Kalsbeek werd in 2009 genomineerd voor De Tegel.